# Campionati europei di sollevamento pesi 1914
I Campionati europei di sollevamento pesi 1914, 19ª edizione della manifestazione, si svolsero a Vienna il 31 maggio e il 1º giugno 1914.

## Formula
La formula prevedeva quattro serie di sollevamenti:
- sollevamento a strappo con la mano destra;
- sollevamento a strappo con la mano sinistra;
- sollevamento a distensione a due mani;
- sollevamento a slancio a due mani.

## Titoli in palio
I titoli diventano cinque con l'aggiunta dei pesi massimi leggeri.
| Categoria            | Eventi        |
| -------------------- | ------------- |
| Pesi piuma           | 60 kg         |
| Pesi leggeri         | 67,5 kg       |
| Pesi medi            | 75 kg         |
| Pesi massimi leggeri | 82,5 kg       |
| Pesi massimi         | Oltre 82,5 kg |

## Risultati
| Evento         | Oro           | Oro   | Argento           | Argento | Bronzo             | Bronzo |
| -------------- | ------------- | ----- | ----------------- | ------- | ------------------ | ------ |
| 60 kg.         | Emil Kliment  | 327,5 | Heinrich Kral     | 310,0   | Leopold Wegenstein | 297,0  |
| 67,5 kg.       | Josef Schwabl | 342,5 | Rudolf Prinz      | 320,0   | Hans Gold          | 315,0  |
| 75 kg.         | Karl Swoboda  | 360,0 | Franz Zuba        | 360,0   | Josef Kammerer     | 325,0  |
| 82,5 kg.       | Hans Abraham  | 402,5 | Ferdinand Skalnik | 370,0   | Adolf Bartasek     | 355,0  |
| Oltre 82,5 kg. | Franz Trenz   | 415,0 | Georg Schrammel   | 398,0   | Johann Pungg       | 395,0  |

## Medagliere
| Posiz. | Nazione  | Oro | Argento | Bronzo | Totale |
| ------ | -------- | --- | ------- | ------ | ------ |
| 1      | Austria  | 4   | 5       | 5      | 14     |
| 2      | Germania | 1   | 0       | 0      | 1      |
| Totale | Totale   | 5   | 5       | 5      | 15     |